# غت جشمة (شهدا بهشهر)
غت جشمة (بالفارسية: گت‌چشمه) هي قرية تقع في إيران في Shohada Rural District. يقدر عدد سكانها بـ 184 نسمة بحسب إحصاء 2016.